# Грацианов, Александр Алексеевич
Александр Алексеевич Грацианов (18 [30] ноября 1865, Выездное, Нижегородская губерния — 9 марта 1931, Шадринск, Уральская область) — российский политический деятель, врач. Товарищ министра внутренних дел в правительстве А. В. Колчака (1918—1919), последний городской голова Томска в августе—декабре 1919.

## Биография

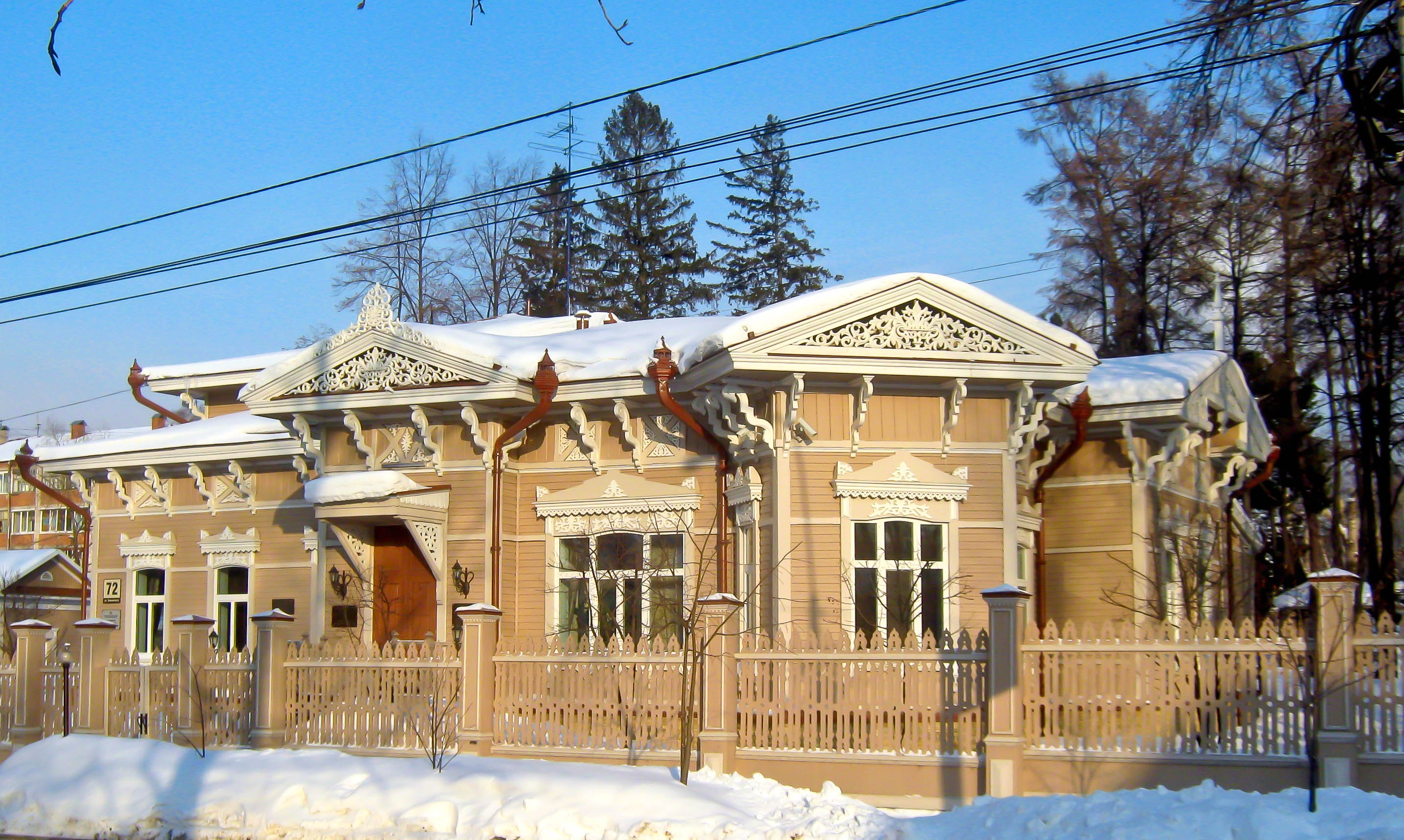
Усадьба Грацианова. Томск, ул. Белинского, 72

Александр Грацианов родился 18 (30) ноября 1865 года в семье дьячка Алексея Андреевича Грацианова в селе Выездном Выездновской волости Арзамасского уезда Нижегородской губернии, ныне рабочий посёлок входит в городской округ город Арзамас Нижегородской области. Мать — Вера Алексеевна Грацианова. Его дед, Андрей Петрович Грацианов, также был дьячком.
Крестил приходской священник Николай Иванович Сахаров, он же стал и восприемником, а крестной матерью — Вера Поликарповна Успенская, жена арзамасского священника.
В детстве болел туберкулёзом.

### Медицинская и общественная деятельность
В десять лет поступил в приготовительный класс Арзамасского духовного училища. Какое-то время среди его однокашников был Иван Страгородский, будущий Святейший патриарх Московский и всея Руси Сергий. Старшие братья Александра, Николай и Пётр, выучились на врачей. Николай Алексеевич Грацианов (1855—04.03.1913) стал врачом и известным общественным деятелем в Нижнем Новгороде, Пётр Алексеевич много лет был санитарным врачом Минска. Александр Грацианов пошёл по стезе старших братьев. После окончания Нижегородской духовной семинарии он поступил на медицинский факультет Императорского Томского университета.
В 1892 году в Томске вспыхнула эпидемия холеры. Поскольку врачей катастрофически не хватало, ректор университета привлёк к борьбе с эпидемией студентов медицинского факультета. С 18 июля по 1 октября 1892 года они помогали врачам, часто заменяя их, работали дни и ночи с полной ответственностью. Группа, в которую входил студент Александр Грацианов, занималась уходом за больными в пересыльной тюрьме и переселенческих бараках. Томский губернатор Г. А. Тобизен высоко оценил участие студентов в борьбе с эпидемией холеры. В 1894 году Александр окончил университет.
1 января 1895 года Грацианов был назначен на должность городского врача города Каинска Томской губернии (ныне Куйбышев, Новосибирская область). Через год переведен на такую же должность в Томск. В 1898 году избирался председателем Общества попечения о начальном образовании. Специализировался по внутренним болезням, имел чин надворного советника. В Томске у Грацианова была своя усадьба, которая сейчас является памятником архитектуры и истории (совр. адрес ул. Белинского, 72). Александр Алексеевич имел прекраснейшую библиотеку, где на полках рядом с медицинской литературой стояли сочинения Байрона и Метерлинка, Шекспира и Бунина, Шиллера и Гёте, Некрасова, Толстого и Достоевского. Он обладал прекрасным тенором и часто пел гостям русские народные песни и романсы. В его доме находили приют бывшие пациенты, не имевшие средств к существованию.
24 октября 1905 года уволен по политическим мотивам. В 1907—1916 годах — вольнопрактикующий врач в Томске; в 1916—17 гг. — заведующий санитарным бюро Томской городской управы. В 1910—1917 гг. — дважды избирался гласным Томской городской думы, был председателем её ревизионной комиссии.
Был членом Партии социалистов-революционеров (эсеров), затем Российской социал-демократической рабочей партии (меньшевиков). В 1903 году вместе с П. В. Вологодским, Тимофеевым, Загибаловым и другими организовал в Сибири товарищество на паях для издания газеты либерального направления «Сибирский вестник», которая была закрыта властями в 1905 году. Лидеры сибирских кадетов относились к нему с иронией, считая «простодушным и малограмотным существом» (разумеется, речь шла о политической грамотности).

### Деятельность во время гражданской войны

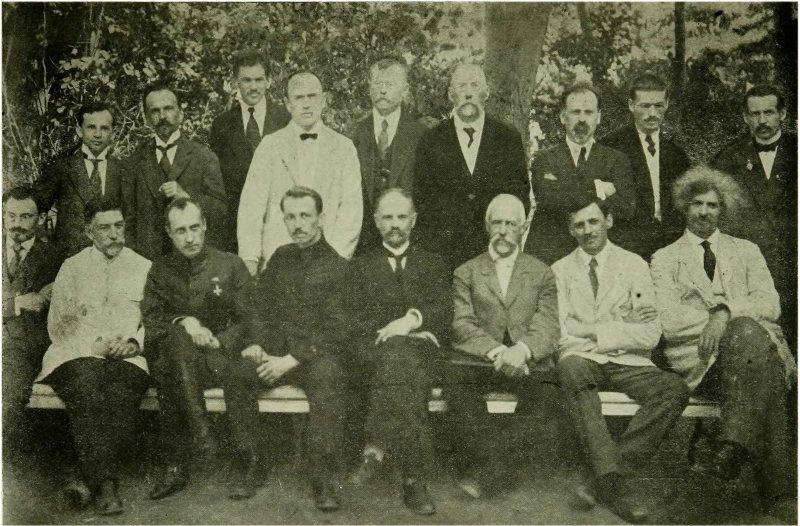
А. А. Грацианов (1 ряд, 1-й справа), товарищ министра внутренних дел во Временном Сибирском правительстве П. В. Вологодского, лето 1918 года.

8 июня 1918 года по рекомендации Томского комитета Трудовой народно-социалистической партии и «потанинского кружка» назначен членом Томского губернского комиссариата Временного Сибирского правительства в Омске (ВСП). С 16 июля 1918 года — товарищ (заместитель) министра внутренних дел ВСП. Вместе с И. А. Михайловым издал распоряжение о роспуске «социалистической» Временной Сибирской областной думы, обвинив её в попытке переворота 21 сентября 1918 года. Утром 24 сентября был арестован чехословацкими военными по просьбе эсеров из областной думы, но на следующий день освобождён.
Сохранил (с 4 ноября 1918 года) пост товарища главы МВД при правлении Временного Всероссийского правительства (Уфимской Директории). Поддержал приход к власти в ноябре 1918 адмирала А. В. Колчака, при котором оставался товарищем министра (с 18 ноября 1918 года). Заведовал вопросами общественного управления, здравоохранения, ветеринарии, социального обеспечения.

Работал над составлением законопроекта об изменениях закона о выборах в городские думы, который был принят правительством в декабре 1918 года. Выступил против комплектования органов городского самоуправления по партийному принципу. Позднее, на суде в 1920 году, описывая ситуацию 1917 года, когда как Учредительное собрание, так и городские думы избирались по партийным спискам, говорил: 

С законом Керенского, который передавал всю власть политическим партиям, я никак по обстоятельствам времени не мог согласиться. Политические партии, пока они были в подполье, были кристаллической чистоты. Но когда они вышли из подполья, они не могли ориентироваться. В них хлынула такая масса народа, которая совершенно ничего общего с целями политических партий не имела. Очень многие преследовали свои личные интересы. А партии старались как можно больше завербовать членов, чтоб получить наибольшее количество голосов.

Добился издания циркуляра, согласно которому города имели полное право на получение средств на нужды просвещения, какого бы рода они ни были. Провёл в Совете министров положения о местном управлении медициной, санитарией и ветеринарией, социальном обеспечении на самых широких началах. Выступал против независимости рабочих больничных касс, считая, что они должны быть объединены с земскими и городскими учреждениями: Город имеет свои лечебные учреждения и санитарное устройство, чего не имеют больничные кассы. Больничные кассы имеют большие средства, но не имеют сил осуществить то, что нужно. В то же время в поддержку существования самостоятельных больничных касс выступило министерство труда, точка зрения которого и была поддержана правительством.
22 июля 1919 года был уволен с должности товарища министра согласно личному прошению. В том же месяце вернулся в Томск. 28 августа 1919 года был избран томским городским головой, оставался на этом посту до 25 декабря, когда советская власть снова была установлена в городе.
|                                 |                                                                         |                                                            |
| Александр Алексеевич Грацианов. | Александр Алексеевич Грацианов с внуком Алёшей Славороссовым. 1918 год. | Александр Алексеевич Грацианов в своём кабинете. 1918 год. |

### Арест и суд
В начале 1920 года был арестован выступившими против Колчака эсерами и затем передан ими советским властям. В марте 1920 года был временно освобождён из-за тяжёлой болезни, но затем вновь арестован. В мае 1920 года — один из подсудимых на процессе над бывшими колчаковскими министрами и другими чиновниками Белой Сибири, 30 мая 1920 года чрезвычайным революционным трибуналом Сибири приговорен к пожизненному заключению с применением принудительных работ.

В заключительном слове на суде в 1920 году Александр Алексеевич Грацианов сказал:

«Я всегда работал вместе с народом, в полном контакте с ним. Врагом его я никогда не был и никогда не буду».

### Последние годы жизни
12 января 1923 года по решению ВЦИК за работу, проведённую в Сибири по ликвидации эпидемий холеры, всех видов тифа и малярии, был освобождён от наказания.
В 1924—1927 гг. работал санитарным врачом Сочинского курортного управления.
В 1927 году вновь арестован и выслан на три года в Шадринск, где занимался врачебной деятельностью. С 1 марта 1928 по 4 марта 1930 года работал заведующим санитарно-эпидемиологическим подотделом здравоохранения Шадринского исполкома.
Александр Алексеевич Грацианов умер 9 марта 1931 года в городе Шадринске Шадринского района Уральской области, ныне город областного подчинения Курганской области. Похоронен в Шадринске.
Реабилитирован 16 октября 1991 года органами УКГБ по Краснодарскому краю.

## Семья
- Первая жена — Грацианова Мария Петровна (1879—1941)
  - Дочь — Славороссова (Грацианова) Татьяна Александровна (1898—1982), жена известного русского лётчика Х. Н. Славороссова
    - Внук — Славоросов Алексей Харитонович (1916—1995), горный инженер, журналист, главный редактор журнала «Основания, фундаменты и механика грунтов»[9].
      - Правнучка — Евгения Алексеевна Славороссова (Славоросова), (род. 1951) — поэт, переводчик, прозаик, детский писатель, журналист[9].
      - Правнук — Аркадий Алексеевич Славоросов, (1957—2005) — прозаик, поэт, эссеист, сценарист[9].
- Вторая жена — Пивинская Августа Казимировна (1884—1973) — первая женщина, закончившая медицинский факультет Томского университета с золотой медалью.
  - Сын — Грацианов, Дмитрий Александрович (1918—1999), патологоанатом, доктор медицинских наук, профессор
    - Внучка — Грацианова Надежда Дмитриевна (род. 1970), врач

## Публикации
- Грацианов А. А. Очерк движения эпидемий азиатской холеры в Сибири. — Омск, 1922.
- Грацианов А. А. Движение всех видов тифа в Сибири в 1921 и 1922 годах // Сибирский медицинский журнал. — 1923. № 1. С. 65-68
- Грацианов А. А. Здравоохранение Сибири // Жизнь Сибири. — 1924. — № 2. — С. 52-81.
- Грацианов А .А. Об организации Центрального врачебно-санитарного совета // Труды первого съезда врачей Томской губернии. 9-14 сентября 1917. — Томск, 1917. — Вып. 1. — С. 134—104.